# الئونور دایلی
الئونور دیلی (به انگلیسی: Eleonore Dailly) یک فیلم‌ساز آمریکایی است. وی در پاریس به دنیا آمد و در شهر نیویورک بزرگ شد.
دیلی در سال ۱۹۹۸ مدرک حقوق خود را با گرایش مالکیت و حقوق مالی از دانشکده حقوق کلمبیا دریافت کرد. او هنگامی که در کلمبیا بود، با جین کارول گینسبورگ، به عنوان دستیار تحقیقاتی در زمینه حقوق مالکیت معنوی، کار کرد.
دیلی از طریق برنامه تهیه‌کننده پیتر استارک، در سال ۲۰۰۷ مدرک MFA را از مدرسه هنرهای سینمایی USC دریافت کرد.